# Khed Brahma
Khed Brahma är en ort i Indien.   Den ligger i distriktet Sabar Kāntha och delstaten Gujarat, i den västra delen av landet, 700 km sydväst om huvudstaden New Delhi. Khed Brahma ligger 209 meter över havet och antalet invånare är 29 402.
Terrängen runt Khed Brahma är platt, och sluttar västerut. Runt Khed Brahma är det ganska tätbefolkat, med 230 invånare per kvadratkilometer. Det finns inga andra samhällen i närheten. Trakten runt Khed Brahma består till största delen av jordbruksmark.